# Micrathena beta
Micrathena beta är en spindelart som beskrevs av Lodovico di Caporiacco 1947. Micrathena beta ingår i släktet Micrathena och familjen hjulspindlar.
Artens utbredningsområde är Guyana. Inga underarter finns listade i Catalogue of Life.